# Queenie Newall
Pour les articles homonymes, voir Newall.
Sybil Fenton Newall plus connue sous le nom de Queenie Newall, née le 17 octobre 1854 à Littleborough et morte le 24 juin 1929 à Cheltenham, est une archère britannique.

## Biographie
Aux Jeux olympiques d'été de 1908 se tenant à Londres, Queenie Newall est sacrée championne olympique en double national round, à l'âge de 53 ans. Elle est la championne olympique la plus âgée de l'histoire des jeux.